# Henry Ossawa Tanner
Henry Ossawa Tanner (Pittsburgh, 21 giugno 1859 – Parigi, 25 maggio 1937) è stato un pittore statunitense, noto per essere stato il primo pittore afroamericano ad avere notorietà anche internazionale, contraddistinta da dipinti prevalentemente religiosi dall'aspetto mistico e da una particolare tecnica nel riprodurre i bagliori di luce in ambientazioni scure.

## Descrizione
Nato in Pennsylvania da un insegnante e religioso a ridosso della guerra civile americana, nei primi anni viaggiò frequentemente insieme ai genitori, fino a stabilirsi a Filadelfia. Lì decise a 13 anni di diventare un artista e durante gli anni '70 dell'Ottocento si appassionò sempre più alla pittura. Dalla salute abbastanza fragile, si ammalò dopo alcuni tentativi di avviamento al lavoro per volontà di suo padre. Nel 1880 iniziò a frequentare la Pennsylvania Academy of the Fine Arts e nel 1888 si trasferì ad Atlanta, la grande metropoli nel sud degli Stati Uniti, per aprire una propria galleria artistica e insegnare la pittura nelle scuole, non fruttando che modesti guadagni.
Dopo alcune ulteriori vicende ad Atlanta e a Cincinnati, nel 1891 Tanner giunse in Europa e decise di stabilirsi a Parigi, colpito dalla vivacità della città simbolo dell'arte, dove si iscrisse alla Académie Julian. Dopo i primi esperimenti impressionisti, nel 1893 produsse la sua prima grande opera, The Banjo Lesson, in cui figura un uomo afroamericano intento ad insegnare a suo figlio lo strumento musicale. Continuando a farsi conoscere anche con menzioni al Salone di Parigi, nel 1897 la sua Resurrection of Lazarus impressionò talmente tanto un mercante d'arte di Filadelfia che quest'ultimo decise di finanziare dei viaggi in Terra santa per continuare la produzione di dipinti a tema religioso e orientale. Nel 1898 produsse un'altra opera a tema biblico, The Annunciation, dalla ricercata tecnica per simulare un grande bagliore di luce in contrapposizione ad aree nell'oscurità, la sua caratteristica più distintiva in molti suoi dipinti.
Convintosi sempre più che non potesse combattere il pregiudizio razziale negli Stati Uniti (tanto che non parteciperà in seguito nemmeno al rinascimento di Harlem) e sposatosi nel 1899 con una cantante californiana bianca, decise di stabilirsi permanentemente in Francia. La sua fama accrebbe nel corso degli anni, dipinse diversi dipinti per la Croce Rossa durante la prima guerra mondiale, impressionò in un dipinto - The Arch - la commemorazione dei caduti francesi presso l'Arco di Trionfo del luglio 1919 e, nel 1923, venne insignito della Legion d'onore. Continuò a dipingere fino alla fine, morendo nel 1937.

## Galleria d'immagini

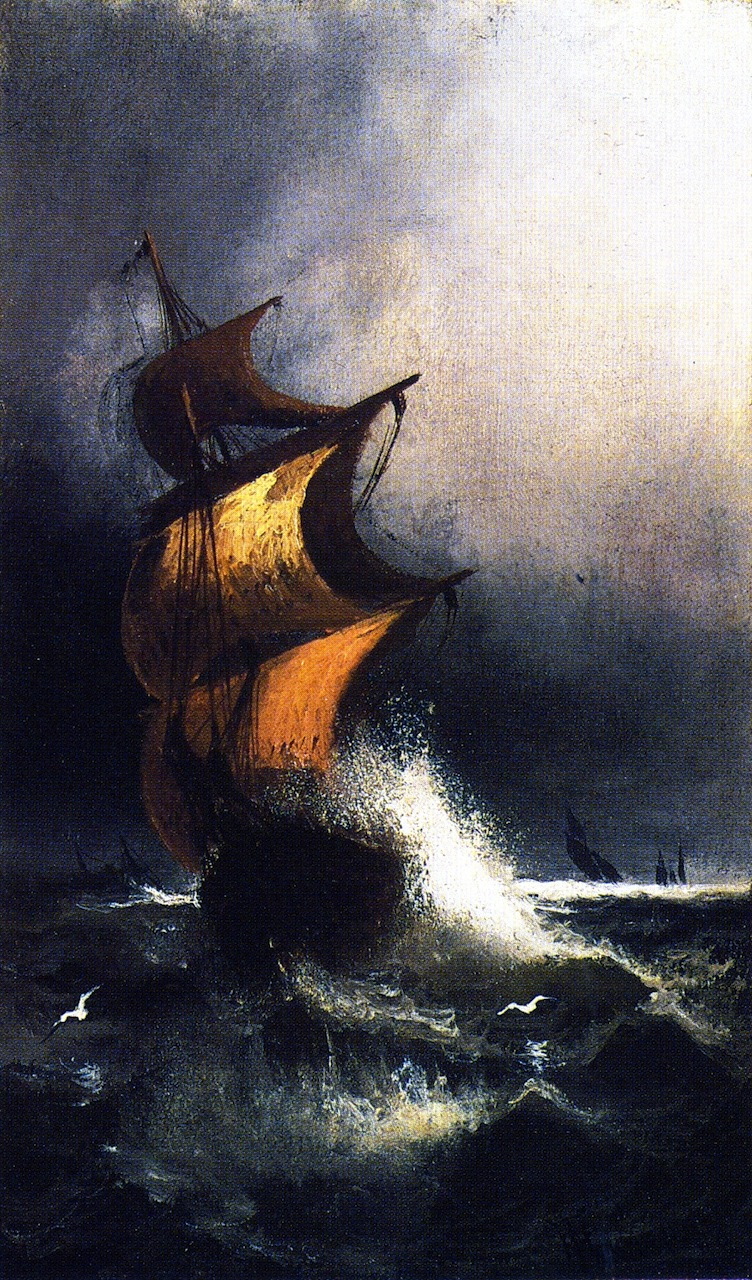
Ship in a storm, 1879
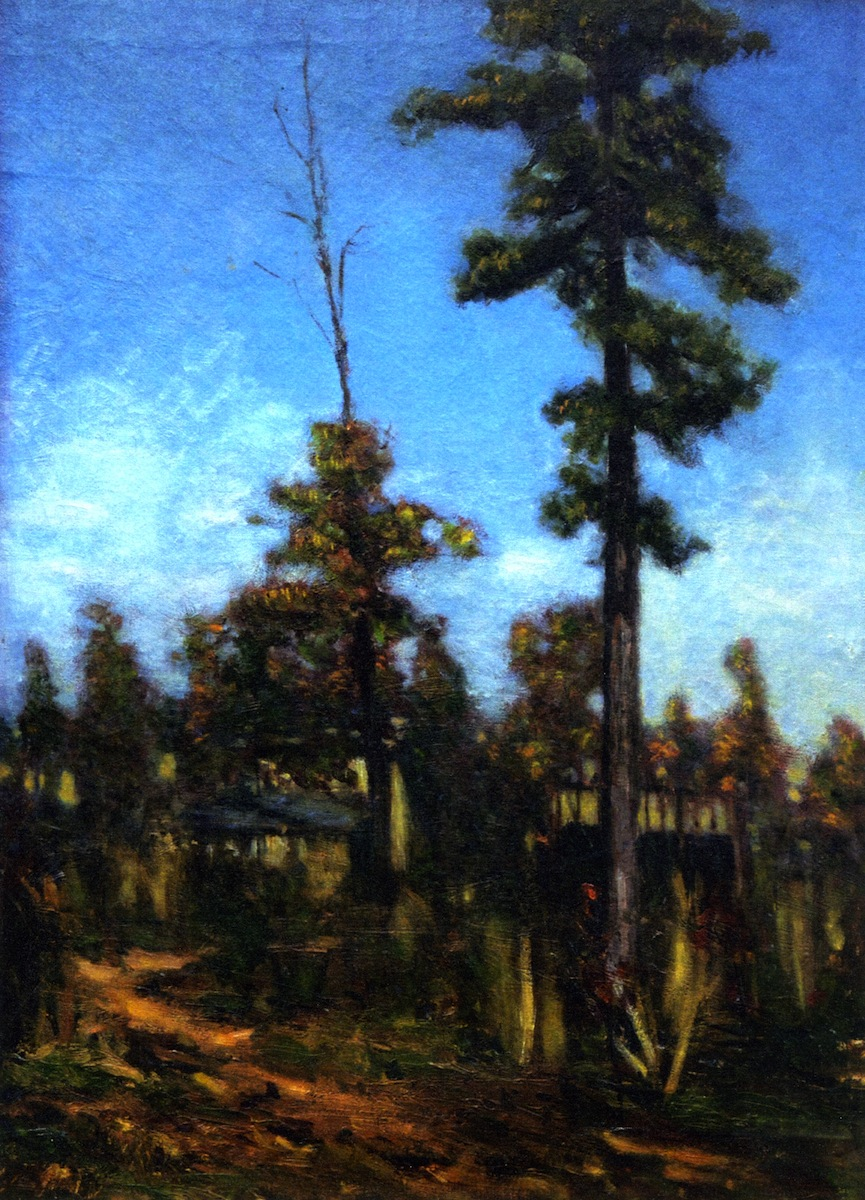
Paesaggio senza titolo, 1889
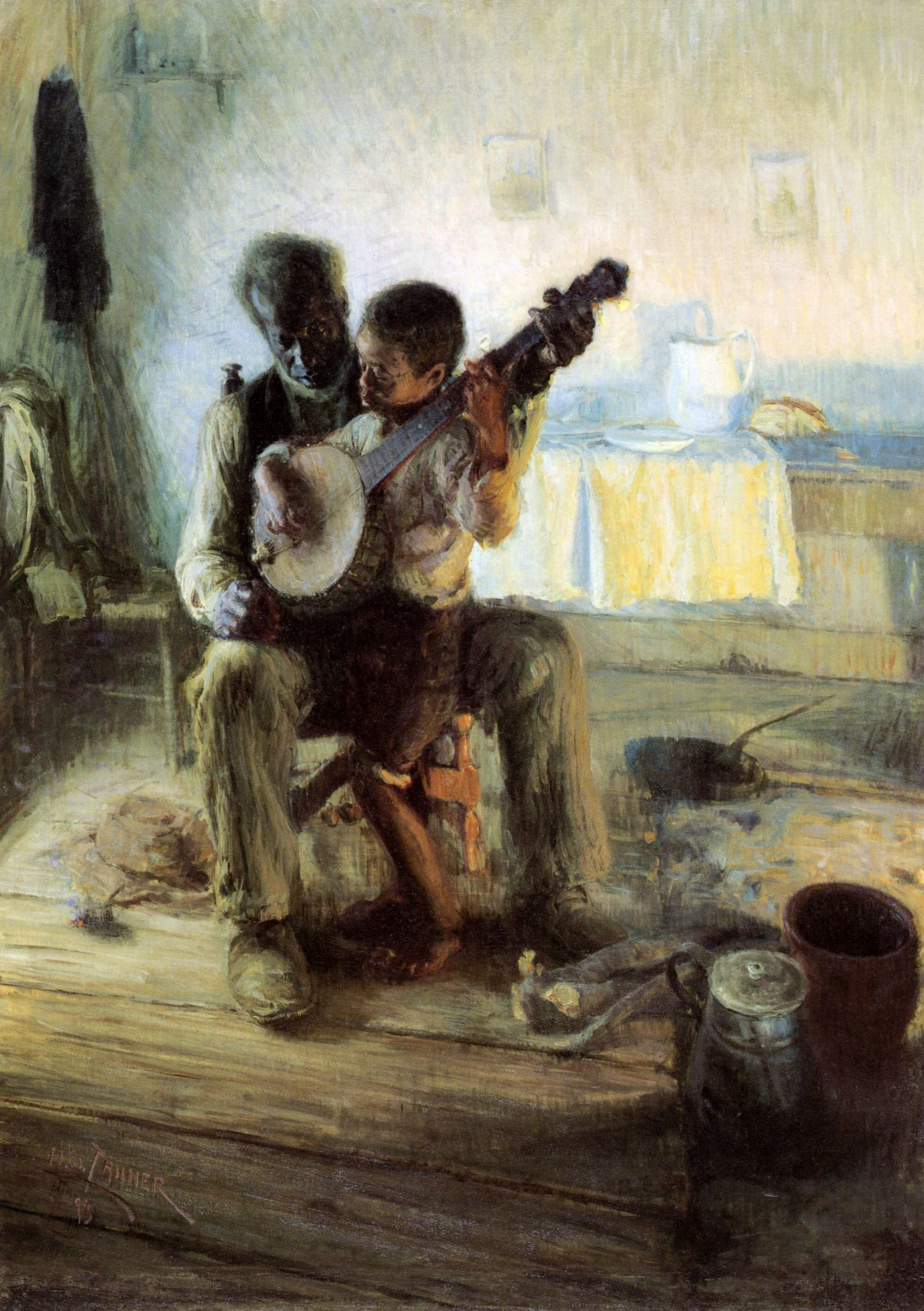
The banjo lesson, 1893-'94
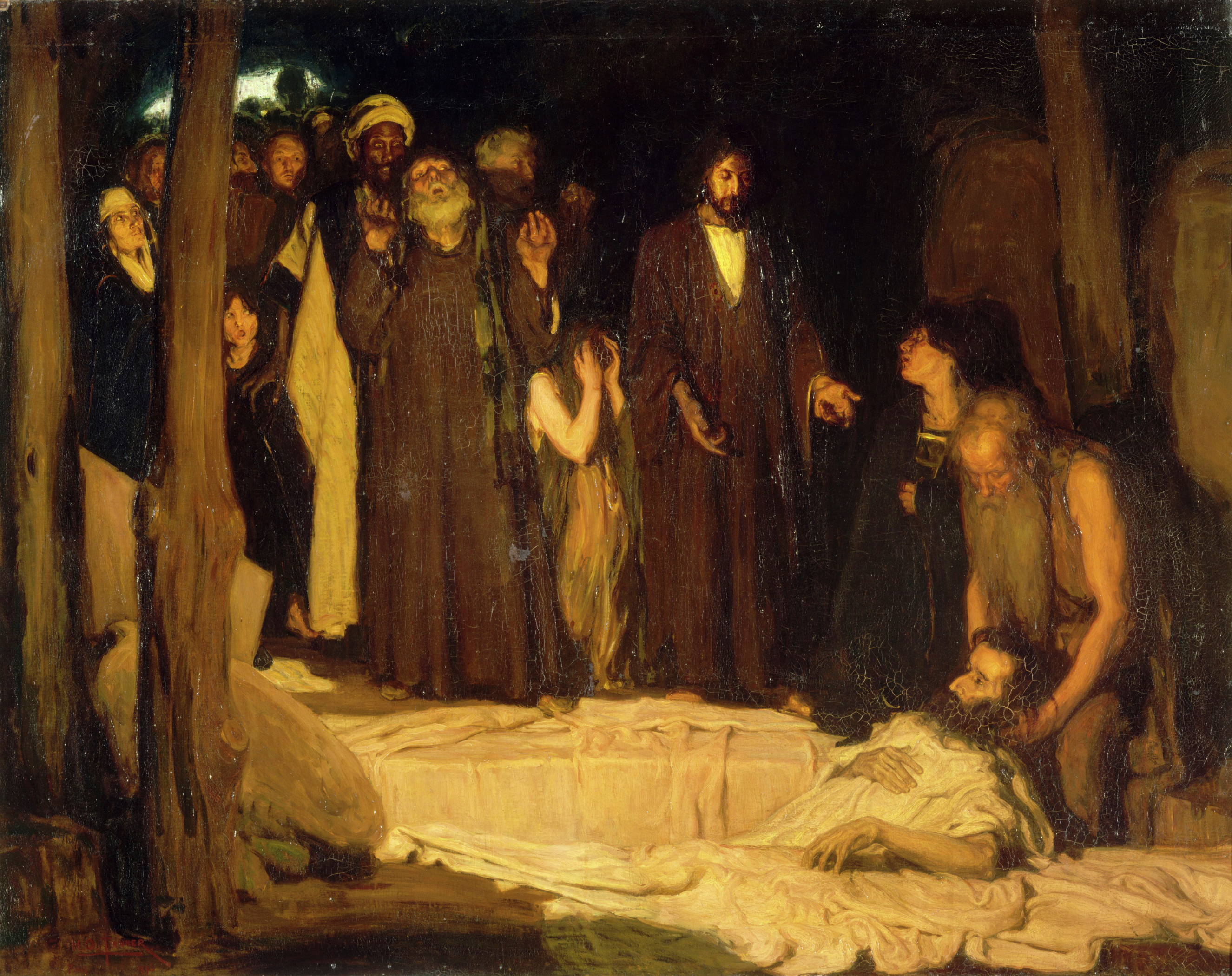
Resurrection of Lazarus, 1896
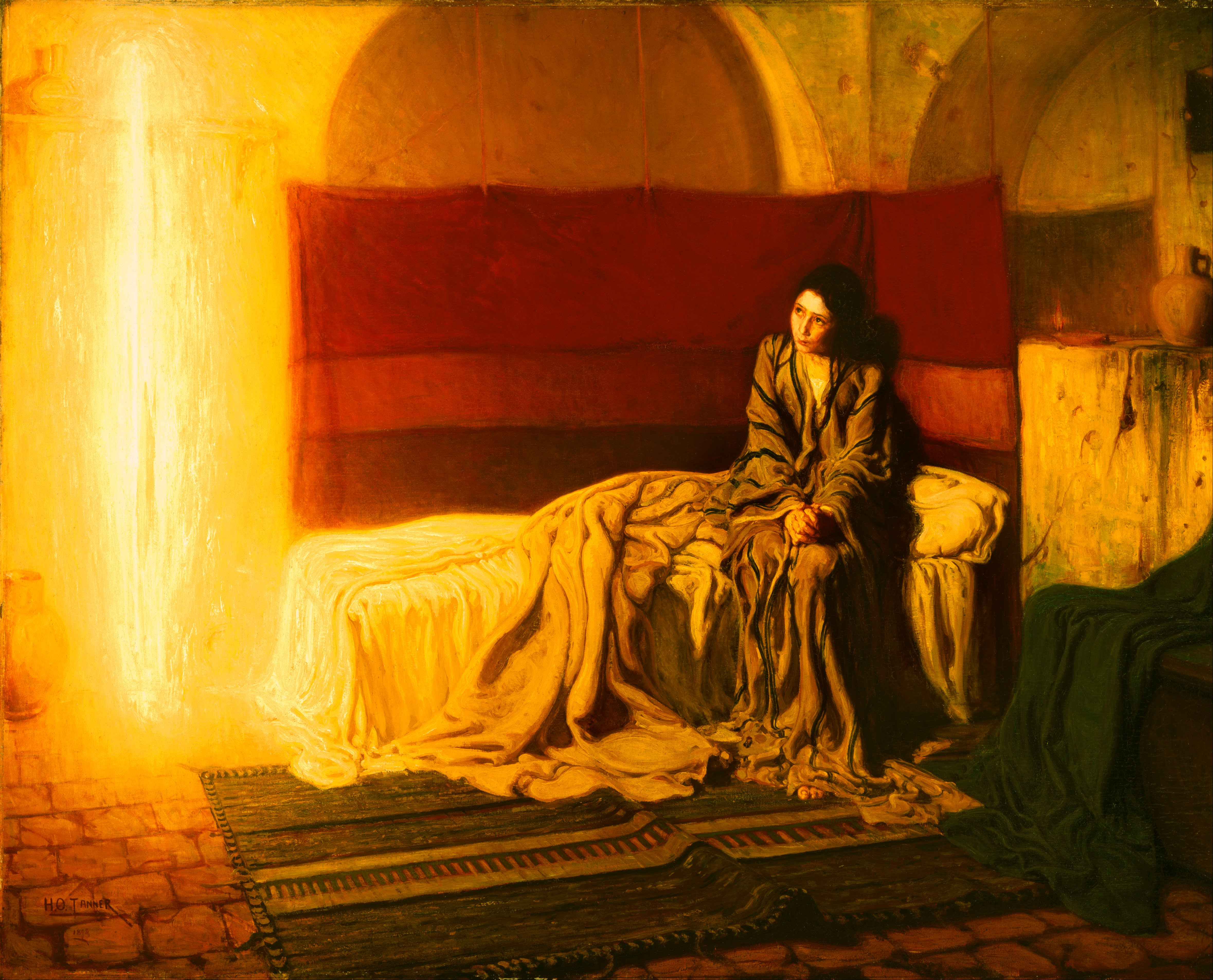
The Annunciation, 1898
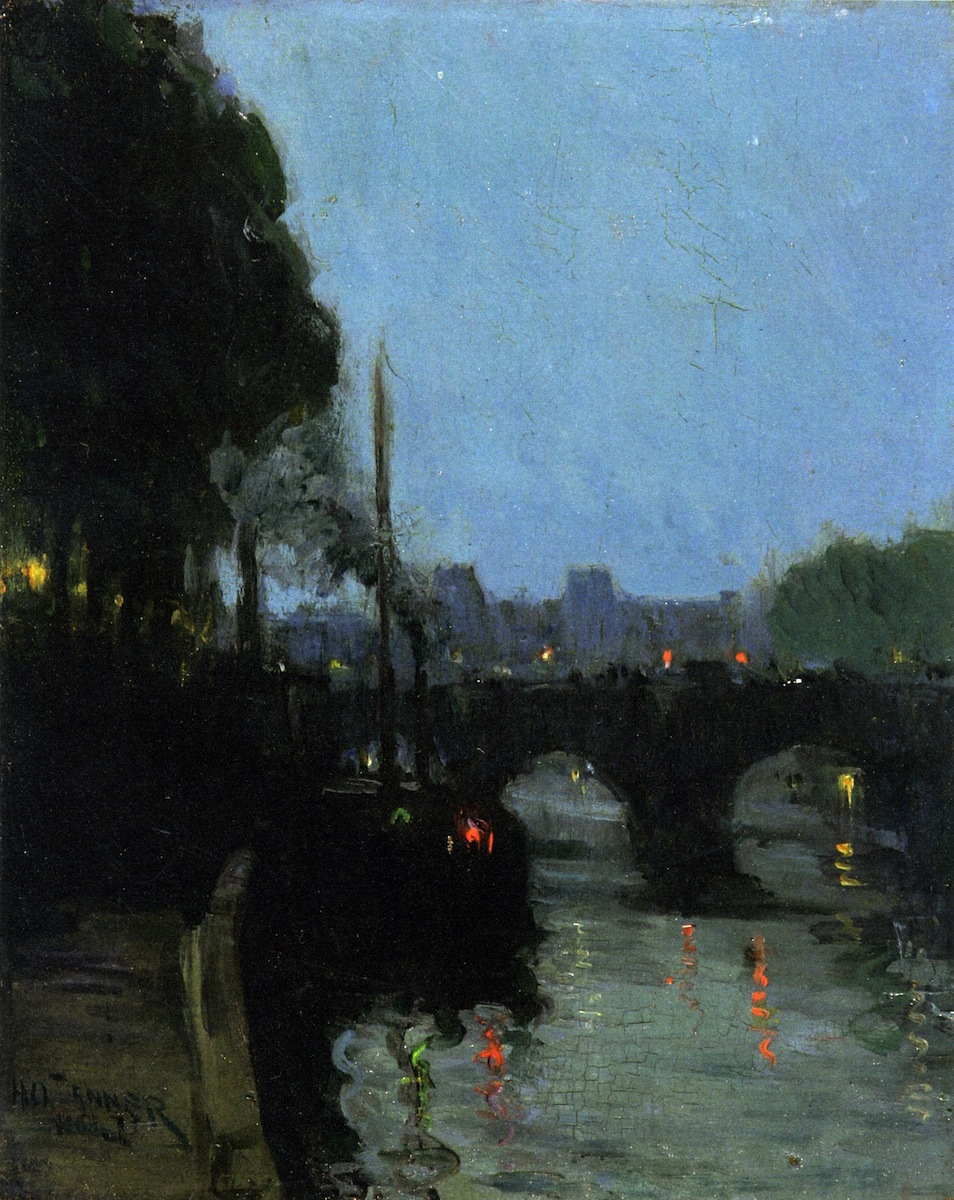
The Seine, Evening, circa 1900
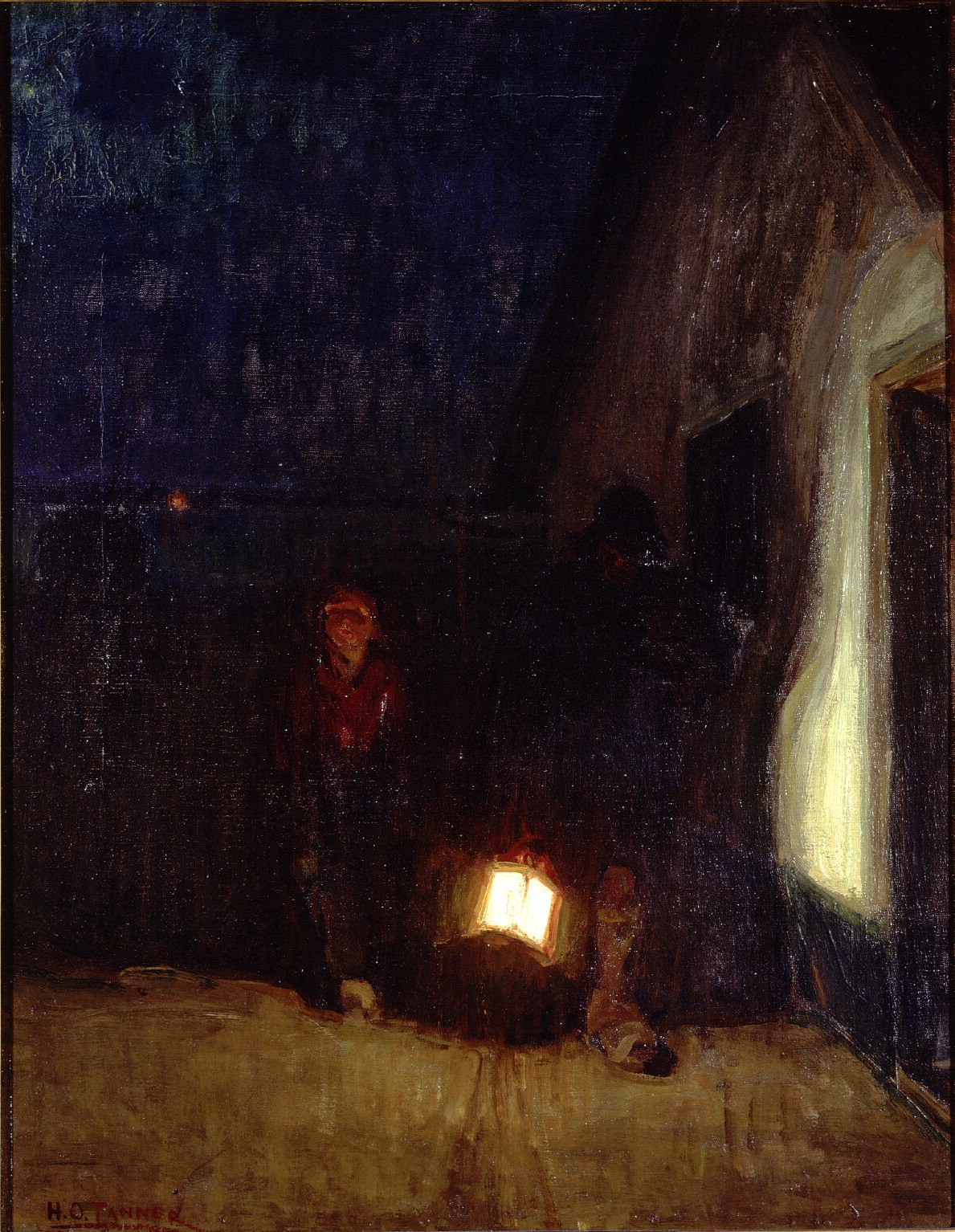
Return of the Fisherman, 1905
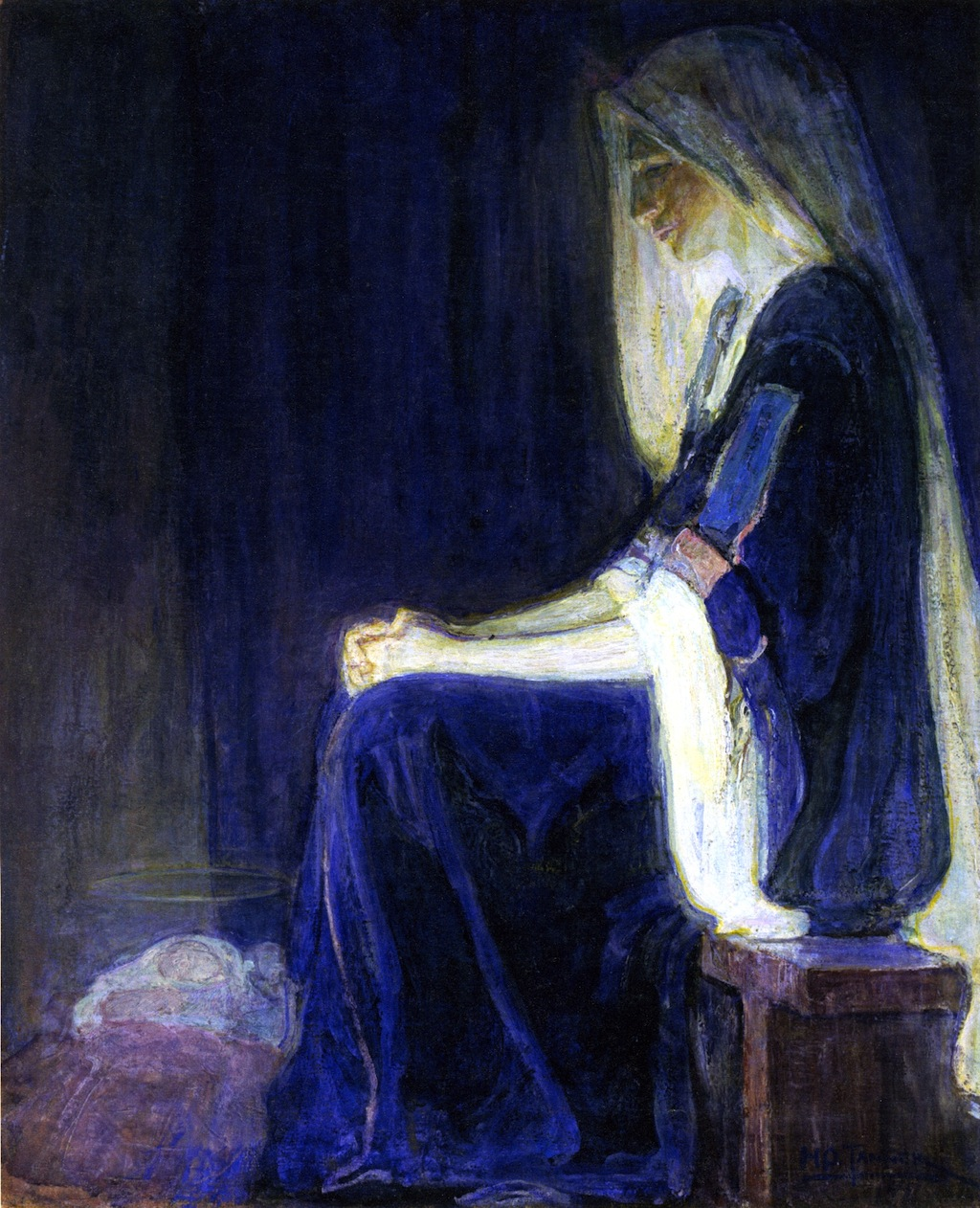
Mary, 1910
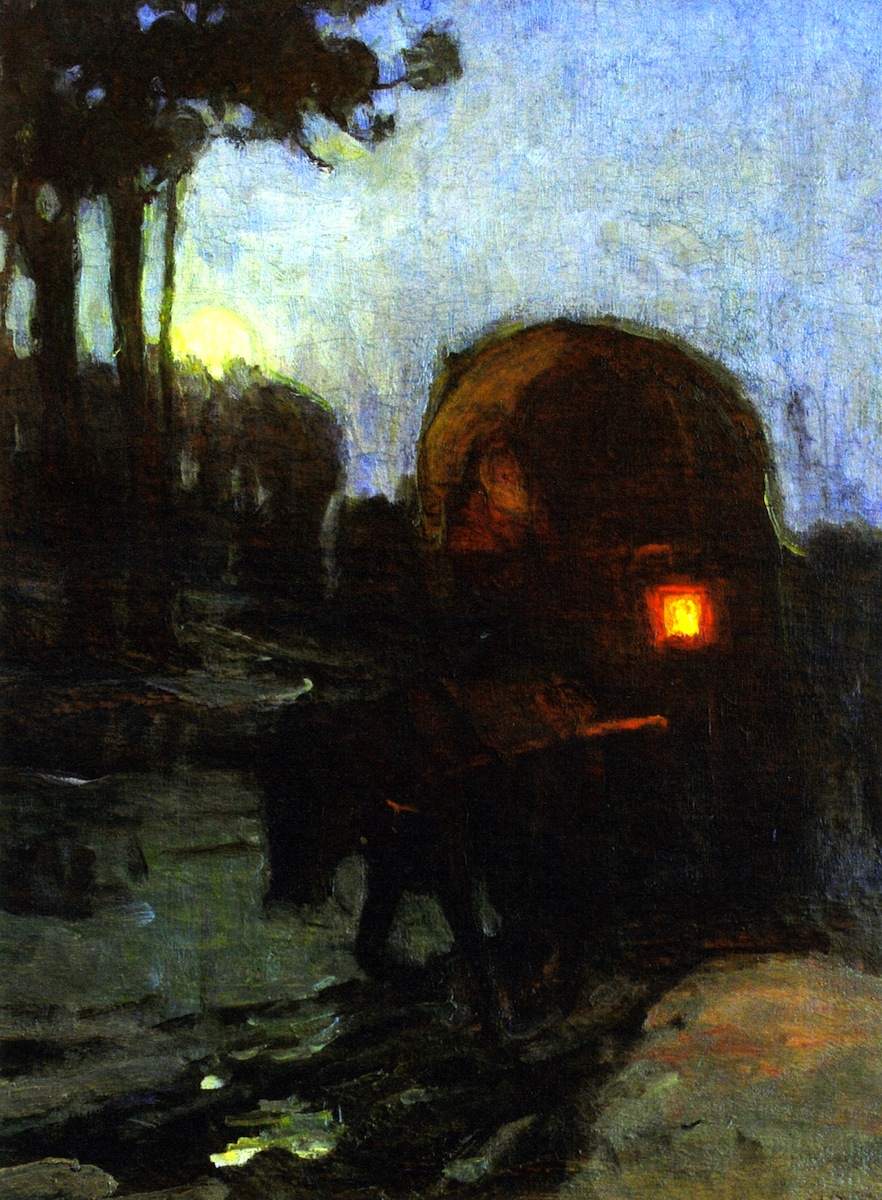
Return at night from the market, 1912
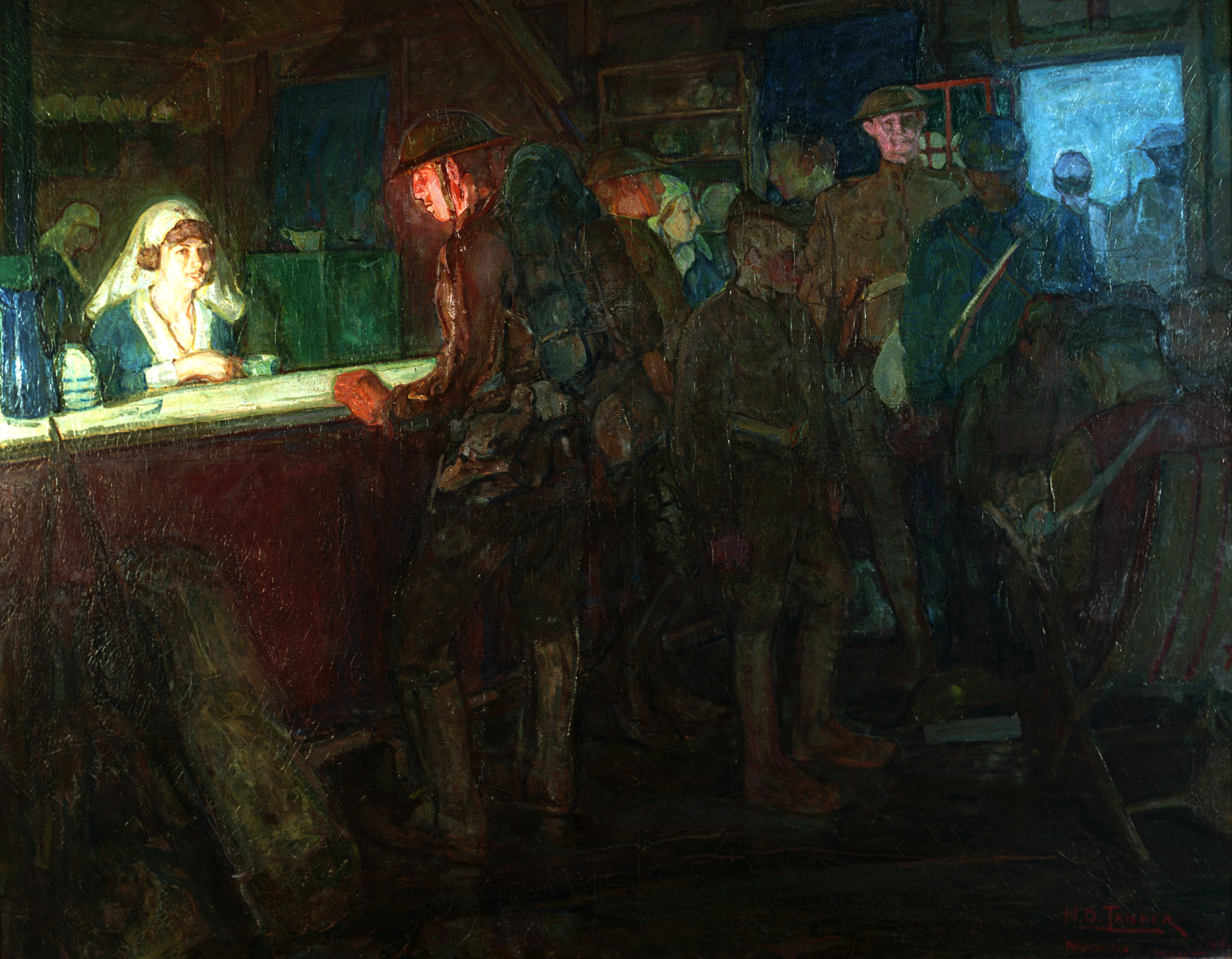
American Red Cross Canteen at the Front, 1918
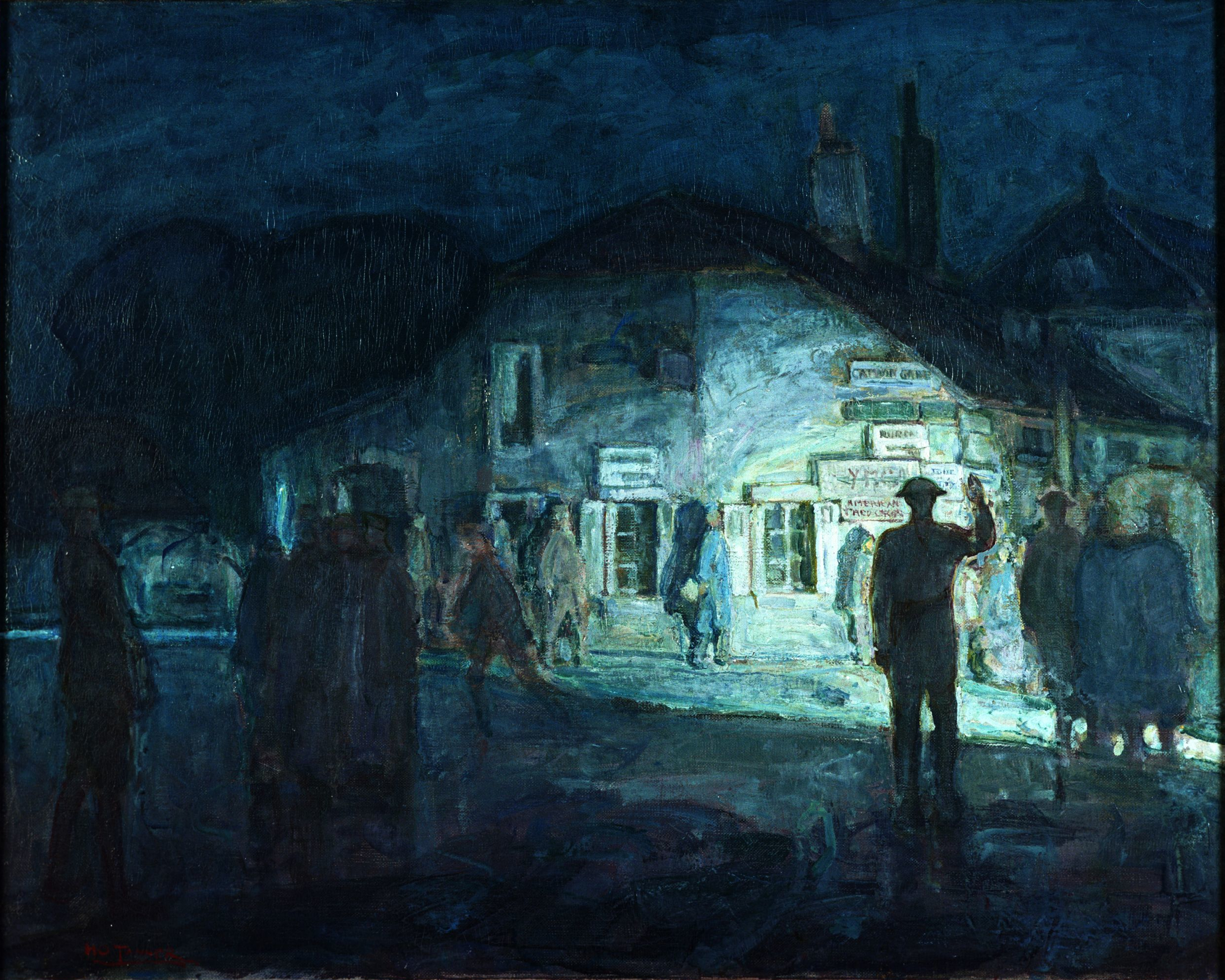
Intersection of Roads at Neufchateau, 1918
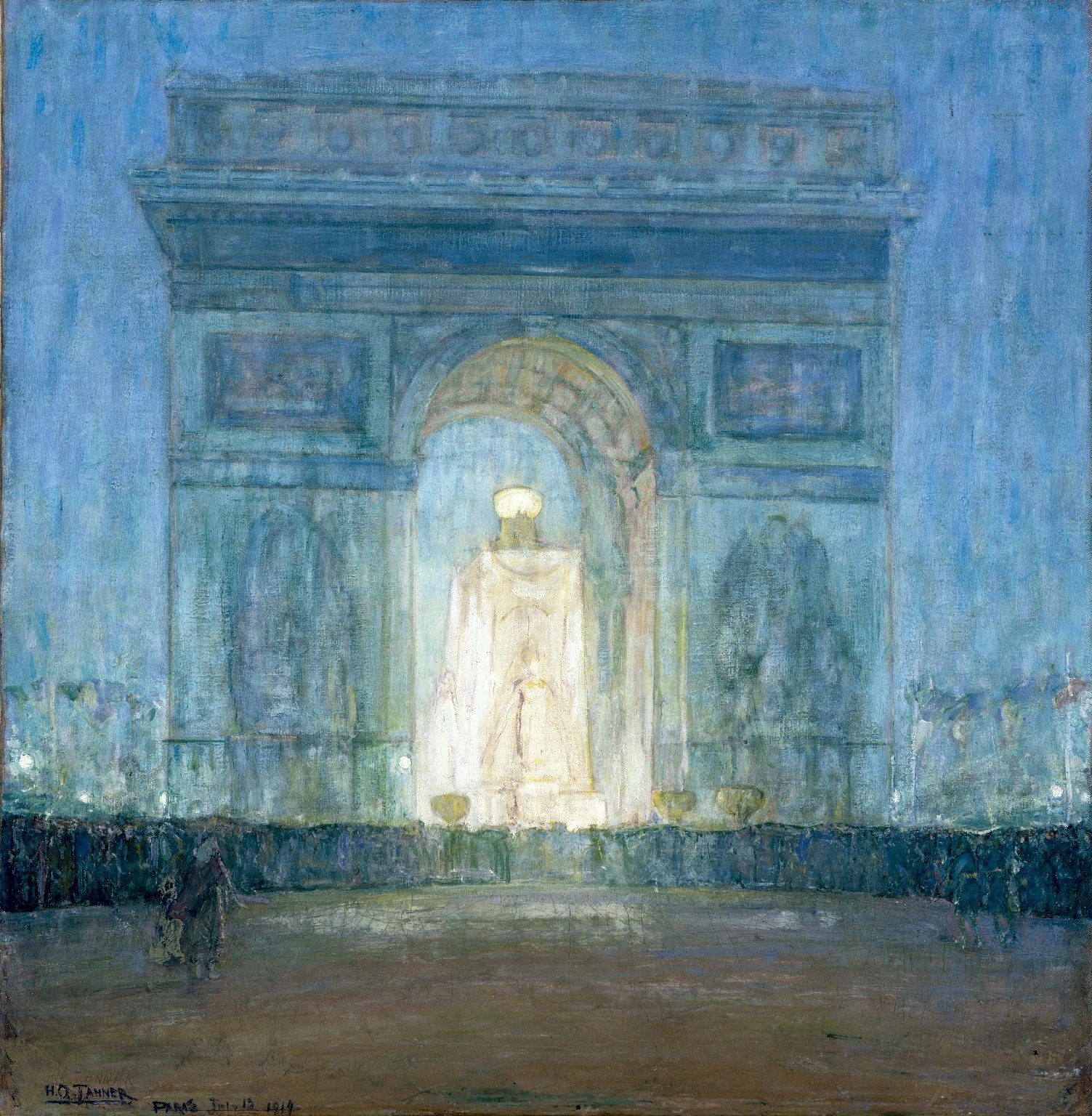
The Arch, 1919
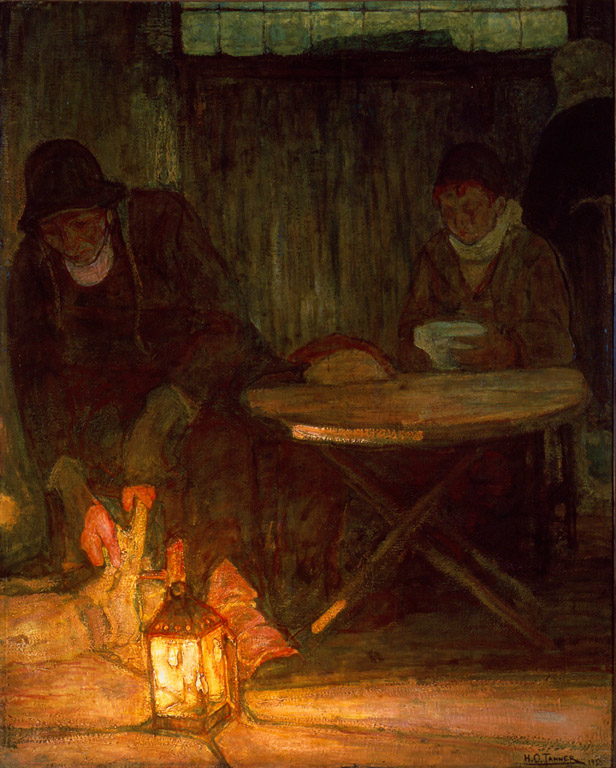
Etaples Fisher Folk, 1923